# Addlestone
Addlestone ist eine Stadt in der Grafschaft Surrey im Süden Englands.
Naheliegende Gemeinden sind Weybridge, Ottershaw, Chertsey, New Haw sowie Walton-on-Thames. Addlestone hat derzeit etwa 16.657 Einwohner.
Die Stadt befindet sich in der Nähe des Motorway M25.
Die Stadt wird in H. G. Wells’ Buch Krieg der Welten erwähnt.

## Söhne und Töchter der Stadt
- Julian Ashton (1851–1942), australischer Porträt- und Landschaftsmaler
- Arnold Jackson (1891–1972), Leichtathlet
- Christopher Hohn (* 1966), Inhaber und Chef des britischen Hedgefonds The Children’s Investment

## Weblinks

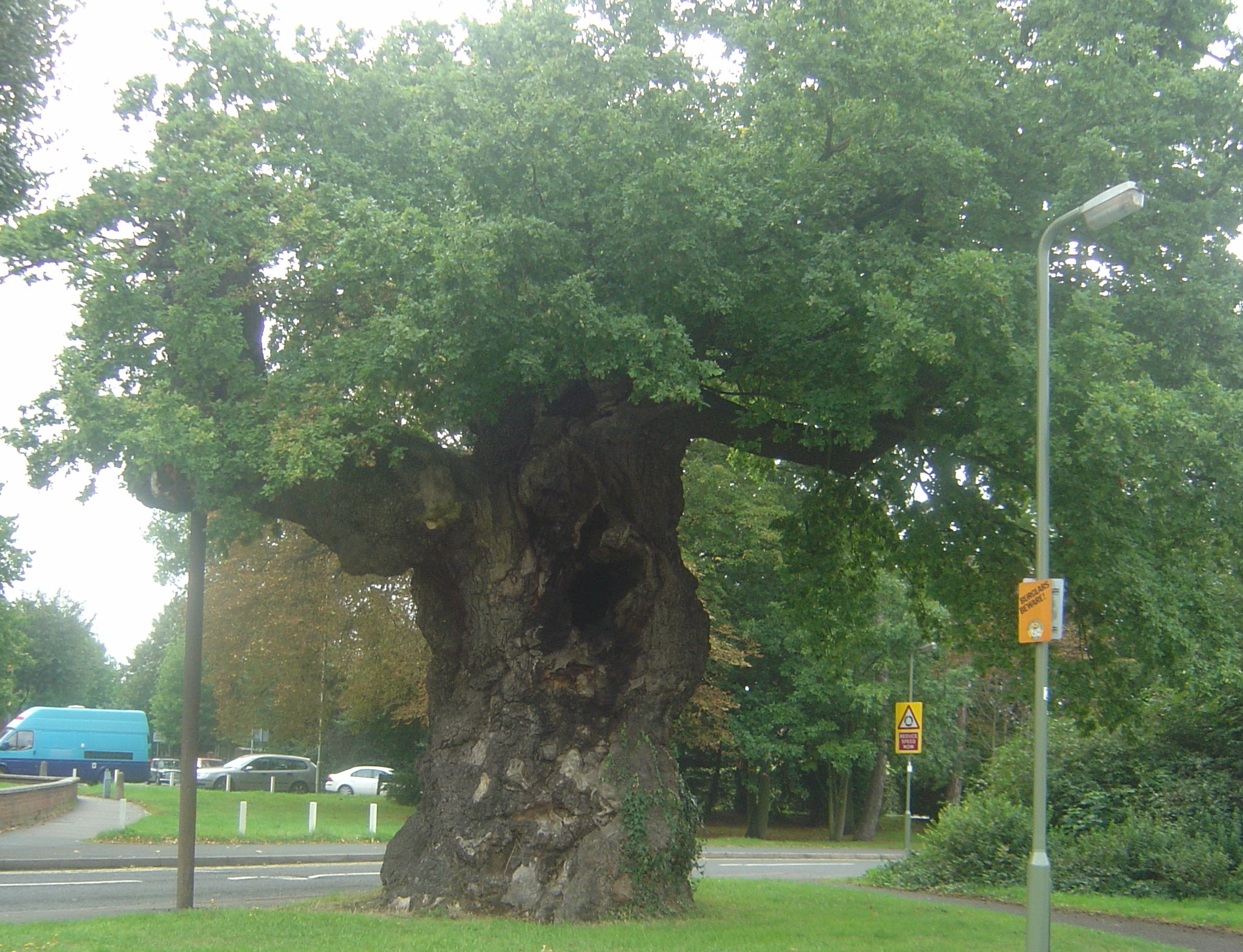
Alte Eiche in Addlestone